# バレーボール朝鮮民主主義人民共和国男子代表
バレーボール朝鮮民主主義人民共和国男子代表は、バレーボールの国際大会で編成される朝鮮民主主義人民共和国の男子バレーボールナショナルチームである。

## 歴史
1955年に国際バレーボール連盟へ加盟。オリンピックで銅メダルを獲得している女子代表に対し、男子代表のオリンピック出場はない。世界選手権には第5回大会の1962年世界選手権、第7回大会の1970年世界選手権に2回出場を果たしている。アジア選手権の出場は1991年アジア選手権のみで、以後20年近く出場しておらず、世界選手権大陸予選にも出場していないため、FIVBランキングはランク外である。

## 過去の成績

### オリンピックの成績
- 出場なし

### 世界選手権の成績
- 1962年 - 13位
- 1970年 - 9位

### アジア選手権の成績
- 1991年 - 11位